# III fantazja fortepianowa (KV 397)
Fantazja d-moll KV 397 – fantazja na fortepian skomponowana przez Wolfganga Amadeusa Mozarta w 1782. Jeden z najpopularniejszych utworów fortepianowych Mozarta oraz jedna z trzech fantazji fortepianowych tego kompozytora.